# ПАЕЕК
ПАЕЕК (грец. ΠΑΕΕΚ) — кіпрський баскетбольний та футбольний клуб з міста Нікосія, утворений в 1953 році.

## Баскетбол
ПАЕЕК був серед засновників Кіпрської федерації баскетболу в 1966 році і здобув популярність на початку 1970-х років після того, як тричі поспіль виграв першість Кіпру.
Клуб п'ять разів виходив до фіналу Кубку Кіпру але всі фінали програв. У 1995 році, як фіналіст Кубку ПАЕЕК кваліфікувався до Кубку Сапорти. У двох матчах поступився грецькому клубу ПАОК.

## Футбол
Футбольна команда клубу менш титулована і здебільшого виступала у Другому дивізіоні Кіпру. Серед відомих вихованців, зокрема Александрос Пасхалакіс та Йоргос Економідес.
За підсумками сезону 2020–21 років команда дебютувала у вищому дивізіоні.

## Досягнення

### Баскетбол
- Чемпіон Кіпру (3): 1970, 1971, 1972.
- Кубок Кіпру, фіналіст (5): 1969, 1970, 1971, 1995, 1999.

### Футбол
- Другий дивізіон Кіпру з футболу (1): 2020–21.